# Snargate
Snargate es una parroquia civil y un pueblo del distrito de Folkestone and Hythe, en el condado de Kent (Inglaterra).

## Geografía
Según la Oficina Nacional de Estadística británica, Snargate tiene una superficie de 12,27 km².

## Demografía
Según el censo de 2001, Snargate tenía 112 habitantes (51,79% varones, 48,21% mujeres) y una densidad de población de 9,13 hab/km². El 18,75% eran menores de 16 años, el 73,21% tenían entre 16 y 74 y el 8,04% eran mayores de 74. La media de edad era de 43,38 años. Del total de habitantes con 16 o más años, el 24,18% estaban solteros, el 68,13% casados y el 7,69% divorciados o viudos.
Todos los habitantes eran originarios del Reino Unido y según su grupo étnico eran blancos. El cristianismo era profesado por el 89,19%, mientras que el 5,41% no eran religiosos y el 5,41% no marcaron ninguna opción en el censo. 61 habitantes eran económicamente activos, todo ellos empleados. Había 44 hogares con residentes y 3 vacíos.